# Polymixia berndti
Polymixia berndti är en fiskart som beskrevs av Gilbert, 1905. Polymixia berndti ingår i släktet Polymixia och familjen Polymixiidae. Inga underarter finns listade i Catalogue of Life.